# Emery Bayisenge
Emery Bayisenge est un footballeur international rwandais né le 28 mars 1994. Il évolue au poste de défenseur central à l'USM Alger.

## Palmarès
- Champion du Rwanda en 2014 avec l'APR FC